# フランク・ノリス
フランク・ノリス（Frank Norris, 1870年3月5日 - 1902年10月25日）は、アメリカ合衆国の自然主義の小説家。
シカゴ生まれ。パリで少年時代を過ごしてエミール・ゾラに親炙し、カリフォルニア大学バークレー校を卒業、卒業時に『マクティーグ』の元となる原稿を教授に提出し絶賛される。

## 邦訳
- 『オクトパス』犬田卯訳 暁書院 1933
- 『小麦』犬田卯訳 肇書房 1942
- 『死の谷 マクティーグ』石田英二,井上宗次訳 岩波文庫、1957
- 『オクトパス　鉄道トラスト物語』八尋昇訳 東京新聞月報社 1969
- 『オクトパス カリフォルニア物語（英語版）』八尋昇訳  彩流社 1983
- 『マクティーグ　サンフランシスコの物語』高野泰志訳 幻戯書房〈ルリユール叢書〉、2019

## 関連書籍
- 有馬健一『フランク・ノリスとサンフランシスコ アメリカ自然主義小説論』桐原書店 1996.
- 高取清『フランク・ノリス 作品と評論』彩流社 2003
- 高野泰志『下半身から読むアメリカ文学』松籟社 2018